# Fresc de la taurocatàpsia
L'anomenat fresc de la taurocatàpsia és un conjunt de diversos panells d'estuc, situats originalment a la planta superior del mur oriental del palau de Cnossos a Creta (Grècia). Malgrat tractar-se de frescos, es van pintar en sec com a relleus en estuc i, per tant, es consideren arts plàstiques. L'artista va realitzar l'obra a una gran alçada, i va haver de modelar i pintar simultàniament l'estuc fresc.
El tema representat en un dels panells és una escena de taurocatàpsia (del grec ταυροκαθάψια), i és una de les poques que mostra el salt dels bous. Un personatge passa per damunt d'un toro, situat al centre de la imatge, mentre que dos acròbates es troben davant i darrere de l'animal. Arthur Evans, descobridor del panell, director de l'excavació al palau de Cnossos i conservador del museu Ashmolean, va descriure la pintura al capítol III de la seva extensa obra dedicada a Cnossos i la civilització minoica, on va anomenar el conjunt Els frescs de la taurocatàpsia.
El fresc es va trobar al costat est del palau de Cnossos, juntament amb altres fragments que representaven diverses etapes del mateix esport. Fou restaurat totalment i actualment es troba en exposició al Museu Arqueològic de Càndia.